# Jaga Jazzist
I Jaga Jazzist sono un gruppo di musica jazz-sperimentale norvegese, attivo dal 1994.

## Storia del gruppo
Il gruppo si è formato a Tønsberg nel 1994 per iniziativa dei fratelli cantautori Lars e Martin Horntveth e del polistrumentista e compositore Ivar Christian Johansen, anche noto come Ravi. I fratelli Horntveth sono anche membri, dal 2003, del gruppo pop rock The National Bank.
Il primo disco Jævla Jazzist Grete Stitz è uscito nel 1996. Nei loro lavori gli artisti del gruppo coniugano il jazz a elementi tratti da altri generi musicali come l'elettronica, il rock e anche l'hip hop. Nel loro album One-Armed Bandit (2010) vi sono elementi post-rock e rock progressivo. Nel 2010 hanno vinto il premio Spellemannprisen nella categoria classe aperta per il loro album One-Armed Bandit.
Nel maggio 2013 hanno pubblicato un album dal vivo intitolato Live with Britten Sinfonia registrato nel 2012 con l'orchestra inglese Britten Sinfonia.

## Formazione

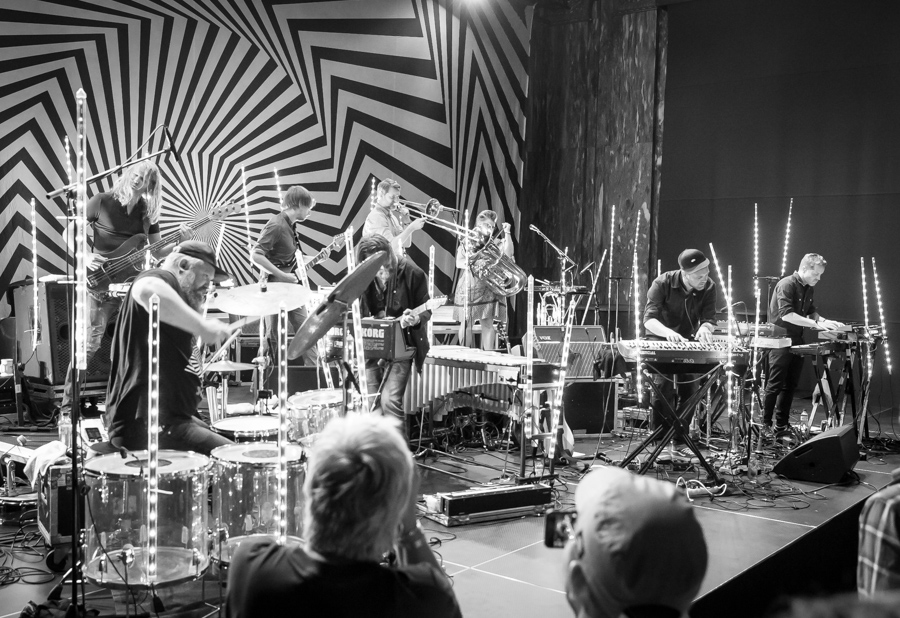
Jaga Jazzist mentre suonano a Oslo nel 2016

### Formazione attuale
- Lars Horntveth - sassofono, clarinetto, flauto, chitarra, piano, tastiera, programmazione, lap steel guitar (1994–)
- Line Horntveth - tuba, flauto, percussioni, voce (1994–)
- Martin Horntveth - percussioni, batteria, programmazione (1994–)
- Andreas Mjøs - chitarra, percussioni, glockenspiel, marimba, vibrafono (1994–)
- Even Ormestad - basso, percussioni, glockenspiel, tastiera (1995–)
- Erik Johannessen - trombone, percussioni (2005–)
- Øystein Moen - tastiera, percussioni (2008–)
- Marcus Forsgren - chitarra, effetti (2009–)

### Ex componenti
- Harald Frøland - chitarra (1994–2005, 2006–2007)
- Ivar Christian Johansen - tromba, voce (1994–2001)
- Jonas Bendiksen - tastiera (1994–1997)
- Lars Wabø - trombone (1994–2005)
- Mads Jansen - trombone (1994)
- Marius Hesby - trombone (1994)
- Tomas Viken - sassofono (1994)
- Lars Erik Myran - basso (1994)
- Jørgen Munkeby - sassofono, flauto, clarinetto, tastiera (1995–2002)
- Håvard Myklebust - trombone (1996)
- Torgeir Audunson - tromba (1996–1997)
- Bjørn Strand - sassofono (1997)
- Sjur Miljeteig - tromba (1997)
- Mathias Eick - tromba, corno francese, tastiera, basso (1998–2014)
- Morten Qvenild - tastiera (2001)
- Ketil Einarsen - flauto, tastiera, percussioni (2002–2005, 2006–2007)
- Andreas Hessen Schei - tastiera (2002–2005, 2006–2007)
- Nils Martin Larsen - tastiera (2005)
- Anders Hana - chitarra, effetti (2005)
- Stian Westerhus - chitarra, effetti (2008–2009)

## Discografia

### Album in studio
- 1996 - Jævla Jazzist Grete Stitz (Thug Records)
- 2002 - A Livingroom Hush (Smalltown Supersound)
- 2003 - The Stix (WEA International Inc.)
- 2005 - What We Must (Ninja Tune)
- 2010 - One-Armed Bandit (Ninja Tune)
- 2013 - Live with Britten Sinfonia (Ninja Tune)
- 2015 - Starfire (Ninja Tune)
- 2020 - Pyramid

### EP
- 1998 - Magazine (dBut)
- 2001 - Airborne/Going Down (WEA International Inc.)
- 2002 - Days (Smalltown Supersound)
- 2003 - Animal Chin (Gold Standard Laboratories)
- 2004 - Day (Ninja Tune)
- 2010 - Bananfluer Overalt (Ninja Tune)